# Hossam Ghaly
Hossam Mohamed El Sayed Metwalli Abdel Sattar Ghaly, scritto anche Ghali (in arabo حسام غالي‎?; Kafr el-Sheikh, 15 dicembre 1981), è un ex calciatore egiziano, di ruolo centrocampista.

## Caratteristiche tecniche
(Mido, descrivendo l'importanza di Ghaly nell'economia del gioco di squadra.)
Soprannominato Il Capitano per carisma e doti da leader, è un calciatore polivalente, in grado di fornire - grazie alla propria versatilità - più soluzioni al proprio allenatore.
Pur trovando la sua collocazione ideale lungo l'asse della mediana - svolgendo entrambe le fasi di gioco - in caso di necessità può adattarsi ad esterno o a centrale di difesa.
In possesso di una discreta tecnica individuale, tra le sue doti spiccano - oltre allo stacco aereo, dote che lo rende pericoloso su palla inattiva - forza fisica, visione di gioco la tempistica negli interventi e un'eccessiva irruenza che lo porta a commettere falli evitabili.

## Carriera

### Club
Muove i suoi primi passi nel settore giovanile dell'Al-Ahly, per poi approdare nel 2003 tra le file del Feyenoord, in Olanda. Il 31 gennaio 2006 approda in Inghilterra, legandosi per quattro stagioni e mezza al Tottenham.
Il 10 maggio 2007 il tecnico Martin Jol lo manda in campo alla mezz'ora di gioco contro il Blackburn per sostituire Steed Malbranque per infortunio, salvo poi richiamarlo dalla panchina per scelta tattica per far spazio a Robbie Keane sul risultato di 1-0 in favore degli ospiti. Il calciatore - contrario alla sostituzione - abbandona il terreno di gioco gettando a terra la maglia, venendo di fatto messo fuori rosa. L'11 gennaio 2008 passa in prestito per sei mesi al Derby County.
Dopo aver trascorso una stagione e mezza in Arabia Saudita con l'Al-Nassr, il 6 luglio 2010 torna all'Al-Ahly, firmando un contratto valido per tre stagioni. Il 9 dicembre 2012 - in un incontro giocato contro il Sanfrecce Hiroshima, valido per il Mondiale per club - subisce la rottura del legamento crociato anteriore del ginocchio destro, terminando la stagione con largo anticipo.
Il 2 luglio 2013 lascia l'Egitto per approdare a parametro zero al Lierse, società militante nella massima divisione belga. Conclude l'annata con 32 presenze e una rete - segnata in Coppa contro il Lommel United, decisiva ai fini della qualificazione agli ottavi di finale - rendendosi autore di un'ottima stagione.
Il 29 giugno 2014 - nonostante avesse la possibilità di rinnovare il contratto con il Lierse - torna in Egitto all'Al-Ahly per la terza volta, legandosi alla società egiziana per mezzo di un contratto triennale, venendo nominato capitano della squadra.
Il 24 maggio 2015 lascia la propria squadra in inferiorità numerica contro l'Haras El-Hodood, venendo espulso per doppia ammonizione. Il calciatore - in un gesto di frustrazione - getta a terra la fascia di capitano tirandole un calcio, allontanandosi dal terreno di gioco.
In seguito a questo gesto la società gli revoca la fascia, mettendolo fuori rosa. Il 30 novembre 2015 la società decide di affidargli nuovamente la fascia da capitano, precedentemente indossata da Meteb. Il 10 agosto 2017 l'Al-Nassr ne ufficializza l'ingaggio per una stagione. Il 31 gennaio 2018 fa ritorno all'Al-Ahly, firmando un contratto valido fino a fine stagione. L'11 maggio appende le scarpette al chiodo.

### Nazionale
Nel 2001 ha preso parte ai Mondiali Under-20, disputati in Argentina. La competizione si conclude con la vittoria della medaglia di bronzo da parte degli egiziani, grazie al successo per 1-0 ottenuto ai danni del Paraguay, nella partita valida per il terzo posto.
L'8 agosto 2002 esordisce con la nazionale maggiore in un'amichevole vinta 4-1 contro l'Etiopia. Nel 2004 prende parte alla Coppa d'Africa 2004. Durante la competizione copre un ruolo marginale, venendo impiegato esclusivamente nell'ultima partita della fase a gironi - che decreta l'eliminazione dei Faraoni dalla Coppa d'Africa - terminata 0-0 contro il Camerun.
Nel 2010 viene inserito tra i convocati che prenderanno parte alla Coppa d'Africa 2010, competizione poi vinta dai Faraoni che decreta il settimo successo della selezione egiziana nella manifestazione, il terzo consecutivo. Complici i dissidi con Osama Nabih - collaboratore tecnico della selezione egiziana - scivola fuori dal giro della nazionale allenata da Héctor Cúper, venendo di conseguenza escluso dalla Coppa d'Africa 2017.

## Dopo il ritiro
Il 27 dicembre 2018 viene nominato direttore sportivo dell'El-Gouna. Il 25 ottobre 2020 lascia l'incarico.

## Statistiche

### Presenze e reti nei club
Statistiche aggiornate al 30 aprile 2018.
| Stagione         | Squadra          | Campionato       | Campionato | Campionato | Coppe nazionali | Coppe nazionali | Coppe nazionali | Coppe continentali | Coppe continentali | Coppe continentali | Altre coppe | Altre coppe | Altre coppe | Totale | Totale |
| Stagione         | Squadra          | Comp             | Pres       | Reti       | Comp            | Pres            | Reti            | Comp               | Pres               | Reti               | Comp        | Pres        | Reti        | Pres   | Reti   |
| ---------------- | ---------------- | ---------------- | ---------- | ---------- | --------------- | --------------- | --------------- | ------------------ | ------------------ | ------------------ | ----------- | ----------- | ----------- | ------ | ------ |
| 1999-2000        | Al-Ahly          | PL               | 1          | 0          | CE              | 2               | 0               | ACL+CCL            | 1+6                | 0+1                | -           | -           | -           | 10     | 1      |
| 2000-2001        | Al-Ahly          | PL               | 14         | 0          | CE              | 5               | 0               | CCL                | 11                 | 1                  | -           | -           | -           | 30     | 1      |
| 2001-2002        | Al-Ahly          | PL               | 24         | 1          | CE              | 4               | 0               | CCL                | 10                 | 0                  | S-AE+SA     | 1+1         | 1+0         | 40     | 2      |
| 2002-2003        | Al-Ahly          | PL               | 22         | 1          | CE              | 2               | 0               | CC                 | 2                  | 1                  | -           | -           | -           | 26     | 2      |
| 2003-2004        | Feyenoord        | ED               | 13         | 0          | CO              | 0               | 0               | CU                 | 1                  | 0                  | -           | -           | -           | 14     | 0      |
| 2004-2005        | Feyenoord        | ED               | 20         | 1          | CO              | 1               | 0               | CU                 | 3                  | 0                  | -           | -           | -           | 24     | 1      |
| 2005-gen. 2006   | Feyenoord        | ED               | 16         | 2          | CO              | 1               | 0               | CU                 | 2                  | 0                  | -           | -           | -           | 19     | 2      |
| Totale Feyenoord | Totale Feyenoord | Totale Feyenoord | 49         | 3          |                 | 2               | 0               |                    | 6                  | 0                  |             | -           | -           | 57     | 3      |
| gen.-giu. 2006   | Tottenham        | PL               | 0          | 0          | FACup+CdL       | -               | -               | -                  | -                  | -                  | -           | -           | -           | 0      | 0      |
| 2006-2007        | Tottenham        | PL               | 21         | 1          | FACup+CdL       | 4+3             | 1+0             | CU                 | 6                  | 1                  | -           | -           | -           | 34     | 3      |
| 2007-gen. 2008   | Tottenham        | PL               | 0          | 0          | FACup+CdL       | 0               | 0               | CU                 | 0                  | 0                  | -           | -           | -           | 0      | 0      |
| gen.-giu. 2008   | Derby County     | PL               | 15         | 0          | FACup+CdL       | 1+0             | 0               | -                  | -                  | -                  | -           | -           | -           | 16     | 0      |
| 2008-gen. 2009   | Tottenham        | PL               | 0          | 0          | FACup+CdL       | 0               | 0               | CU                 | 0                  | 0                  | -           | -           | -           | 0      | 0      |
| Totale Tottenham | Totale Tottenham | Totale Tottenham | 21         | 1          |                 | 7               | 1               |                    | 6                  | 1                  |             | -           | -           | 34     | 3      |
| gen.-giu. 2009   | Al-Nassr         | SPL              | 11         | 2          | CPC             | 3               | 2               | GCL                | -                  | -                  | KCC         | 2           | 0           | 16     | 5      |
| 2009-2010        | Al-Nassr         | SPL              | 13         | 1          | CPC             | 2               | 2               | GCL                | 3                  | 0                  | KCC         | 0           | 0           | 18     | 3      |
| 2010-2011        | Al-Ahly          | PL               | 25         | 2          | CE              | 2               | 0               | CCL+CCL            | 4+6                | 0                  | SE          | 1           | 0           | 38     | 2      |
| 2011-2012        | Al-Ahly          | PL               | 14         | 2          | -               | -               | -               | CCL                | 12                 | 0                  | -           | -           | -           | 26     | 2      |
| 2012-2013        | Al-Ahly          | PL               | 1          | 0          | CE              | 0               | 0               | CCL                | 0                  | 0                  | SE+SA+Cmc   | 0+0+1       | 0           | 2      | 0      |
| 2013-2014        | Lierse           | D1               | 27+4       | 0          | CB              | 1               | 1               | -                  | -                  | -                  | -           | -           | -           | 32     | 1      |
| 2014-2015        | Al-Ahly          | PL               | 24         | 0          | CE              | 3               | 1               | CC+CCL+CC          | 7+4+6              | 0                  | SE+SA       | 1+1         | 0           | 46     | 1      |
| 2015-2016        | Al-Ahly          | PL               | 30         | 2          | CE              | 4               | 0               | CCL                | 10                 | 1                  | SE          | 1           | 0           | 45     | 3      |
| 2016-2017        | Al-Ahly          | PL               | 25         | 0          | CE              | 2               | 1               | CCL+ACL            | 4+2                | 0                  | SE          | 1           | 0           | 34     | 1      |
| 2017-gen. 2018   | Al-Nassr         | SPL              | 12         | 0          | CPC             | 0               | 0               | -                  | -                  | -                  | KCC         | 1           | 0           | 13     | 0      |
| Totale Al-Nassr  | Totale Al-Nassr  | Totale Al-Nassr  | 36         | 3          |                 | 5               | 4               |                    | 3                  | 0                  |             | 3           | 0           | 47     | 7      |
| gen.-giu. 2018   | Al-Ahly          | PL               | 4          | 0          | CE              | 1               | 0               | CCL                | 0                  | 0                  | SE          | -           | -           | 5      | 0      |
| Totale Al-Ahly   | Totale Al-Ahly   | Totale Al-Ahly   | 184        | 8          |                 | 25              | 2               |                    | 85                 | 4                  |             | 8           | 1           | 302    | 15     |
| Totale carriera  | Totale carriera  | Totale carriera  | 336        | 15         |                 | 41              | 8               |                    | 100                | 5                  |             | 11          | 1           | 489    | 29     |

### Cronologia presenze e reti in nazionale
| Cronologia completa delle presenze e delle reti in nazionale ― Egitto | Cronologia completa delle presenze e delle reti in nazionale ― Egitto | Cronologia completa delle presenze e delle reti in nazionale ― Egitto | Cronologia completa delle presenze e delle reti in nazionale ― Egitto | Cronologia completa delle presenze e delle reti in nazionale ― Egitto | Cronologia completa delle presenze e delle reti in nazionale ― Egitto | Cronologia completa delle presenze e delle reti in nazionale ― Egitto | Cronologia completa delle presenze e delle reti in nazionale ― Egitto |
| Data                                                                  | Città                                                                 | In casa                                                               | Risultato                                                             | Ospiti                                                                | Competizione                                                          | Reti                                                                  | Note                                                                  |
| --------------------------------------------------------------------- | --------------------------------------------------------------------- | --------------------------------------------------------------------- | --------------------------------------------------------------------- | --------------------------------------------------------------------- | --------------------------------------------------------------------- | --------------------------------------------------------------------- | --------------------------------------------------------------------- |
| 8-8-2002                                                              | Alessandria d'Egitto                                                  | Egitto                                                                | 4 – 1                                                                 | Etiopia                                                               | Amichevole                                                            | -                                                                     | 57’                                                                   |
| 20-8-2002                                                             | Alessandria d'Egitto                                                  | Egitto                                                                | 2 – 0                                                                 | Uganda                                                                | Amichevole                                                            | -                                                                     | 46’                                                                   |
| 23-8-2002                                                             | Il Cairo                                                              | Egitto                                                                | 3 – 0                                                                 | Sudan                                                                 | Amichevole                                                            | -                                                                     | 67’                                                                   |
| 27-8-2002                                                             | Alessandria d'Egitto                                                  | Egitto                                                                | 0 – 1                                                                 | Libia                                                                 | Amichevole                                                            | -                                                                     |                                                                       |
| 8-9-2002                                                              | Antananarivo                                                          | Madagascar                                                            | 1 – 0                                                                 | Egitto                                                                | Qual. Coppa d'Africa 2004                                             | -                                                                     | 82’                                                                   |
| 25-11-2002                                                            | Lagos                                                                 | Nigeria                                                               | 1 – 1                                                                 | Egitto                                                                | Amichevole                                                            | -                                                                     | 46’                                                                   |
| 12-2-2003                                                             | Il Cairo                                                              | Egitto                                                                | 1 – 4                                                                 | Danimarca                                                             | Amichevole                                                            | -                                                                     | 88’                                                                   |
| 19-3-2003                                                             | Porto Said                                                            | Egitto                                                                | 6 – 0                                                                 | Qatar                                                                 | Amichevole                                                            | -                                                                     |                                                                       |
| 29-3-2003                                                             | Port Louis                                                            | Mauritius                                                             | 0 – 1                                                                 | Egitto                                                                | Qual. Coppa d'Africa 2004                                             | -                                                                     | 82’                                                                   |
| 30-4-2003                                                             | Saint-Denis                                                           | Francia                                                               | 5 – 0                                                                 | Egitto                                                                | Amichevole                                                            | -                                                                     | 75’                                                                   |
| 20-6-2003                                                             | Porto Said                                                            | Egitto                                                                | 6 – 0                                                                 | Madagascar                                                            | Qual. Coppa d'Africa 2004                                             | -                                                                     |                                                                       |
| 17-1-2004                                                             | Porto Said                                                            | Egitto                                                                | 1 – 1                                                                 | Burkina Faso                                                          | Amichevole                                                            | -                                                                     | 46’                                                                   |
| 3-2-2004                                                              | Monastir                                                              | Camerun                                                               | 0 – 0                                                                 | Egitto                                                                | Coppa d'Africa 2004 - 1º turno                                        | -                                                                     | 81’                                                                   |
| 20-6-2004                                                             | Alessandria d'Egitto                                                  | Egitto                                                                | 1 – 2                                                                 | Costa d'Avorio                                                        | Qual. Mondiali 2006                                                   | -                                                                     | 78’                                                                   |
| 5-7-2004                                                              | Cotonou                                                               | Benin                                                                 | 3 – 3                                                                 | Egitto                                                                | Qual. Mondiali 2006                                                   | -                                                                     | 57’                                                                   |
| 17-8-2005                                                             | Ponta Delgada                                                         | Portogallo                                                            | 2 – 0                                                                 | Egitto                                                                | Amichevole                                                            | -                                                                     | 60’                                                                   |
| 4-9-2005                                                              | Il Cairo                                                              | Egitto                                                                | 4 – 1                                                                 | Benin                                                                 | Qual. Mondiali 2006                                                   | -                                                                     | 56’                                                                   |
| 8-10-2005                                                             | Yaoundé                                                               | Camerun                                                               | 1 – 1                                                                 | Egitto                                                                | Qual. Mondiali 2006                                                   | -                                                                     | 63’                                                                   |
| 16-11-2005                                                            | Il Cairo                                                              | Egitto                                                                | 1 – 2                                                                 | Tunisia                                                               | Amichevole                                                            | -                                                                     | 53’                                                                   |
| 7-10-2006                                                             | Gaborone                                                              | Botswana                                                              | 0 – 0                                                                 | Egitto                                                                | Qual. Coppa d'Africa 2008                                             | -                                                                     | 17’                                                                   |
| 15-11-2006                                                            | Brentford                                                             | Egitto                                                                | 1 – 0                                                                 | Sudafrica                                                             | Amichevole                                                            | -                                                                     | 70’                                                                   |
| 25-3-2007                                                             | Il Cairo                                                              | Egitto                                                                | 3 – 0                                                                 | Mauritania                                                            | Qual. Coppa d'Africa 2008                                             | 2                                                                     |                                                                       |
| 3-6-2007                                                              | Nouakchott                                                            | Mauritania                                                            | 1 – 1                                                                 | Egitto                                                                | Qual. Coppa d'Africa 2008                                             | -                                                                     | 49’                                                                   |
| 21-11-2007                                                            | Porto Said                                                            | Egitto                                                                | 0 – 0                                                                 | Libia                                                                 | Amichevole                                                            | -                                                                     |                                                                       |
| 25-11-2007                                                            | Il Cairo                                                              | Egitto                                                                | 2 – 1                                                                 | Arabia Saudita                                                        | Amichevole                                                            | 1                                                                     | 87’                                                                   |
| 5-1-2008                                                              | Il Cairo                                                              | Egitto                                                                | 3 – 0                                                                 | Namibia                                                               | Amichevole                                                            | -                                                                     |                                                                       |
| 1-6-2008                                                              | Il Cairo                                                              | Egitto                                                                | 2 – 1                                                                 | RD del Congo                                                          | Qual. Mondiali 2010                                                   | -                                                                     | 49’                                                                   |
| 22-6-2008                                                             | Il Cairo                                                              | Egitto                                                                | 2 – 0                                                                 | Malawi                                                                | Qual. Mondiali 2010                                                   | -                                                                     | 21’                                                                   |
| 29-12-2009                                                            | Il Cairo                                                              | Egitto                                                                | 1 – 1                                                                 | Malawi                                                                | Amichevole                                                            | -                                                                     | 46’                                                                   |
| 4-1-2010                                                              | Dubai                                                                 | Egitto                                                                | 1 – 0                                                                 | Mali                                                                  | Amichevole                                                            | -                                                                     | 24’, 82’                                                              |
| 12-1-2010                                                             | Benguela                                                              | Egitto                                                                | 3 – 1                                                                 | Nigeria                                                               | Coppa d'Africa 2010 - 1º turno                                        | -                                                                     | 56’                                                                   |
| 20-1-2010                                                             | Benguela                                                              | Egitto                                                                | 2 – 0                                                                 | Benin                                                                 | Coppa d'Africa 2010 - 1º turno                                        | -                                                                     |                                                                       |
| 25-1-2010                                                             | Benguela                                                              | Egitto                                                                | 3 – 1 dts                                                             | Camerun                                                               | Coppa d'Africa 2010 - Quarti di finale                                | -                                                                     | 85’                                                                   |
| 28-1-2010                                                             | Benguela                                                              | Algeria                                                               | 0 – 4                                                                 | Egitto                                                                | Coppa d'Africa 2010 - Semifinale                                      | -                                                                     | 53’                                                                   |
| 31-1-2010                                                             | Luanda                                                                | Ghana                                                                 | 0 – 1                                                                 | Egitto                                                                | Coppa d'Africa 2010 - Finale                                          | -                                                                     | 59’                                                                   |
| 3-3-2010                                                              | Londra                                                                | Inghilterra                                                           | 3 – 1                                                                 | Egitto                                                                | Amichevole                                                            | -                                                                     |                                                                       |
| 11-8-2010                                                             | Il Cairo                                                              | Egitto                                                                | 6 – 3                                                                 | RD del Congo                                                          | Amichevole                                                            | -                                                                     | 46’                                                                   |
| 10-10-2010                                                            | Bangui                                                                | Niger                                                                 | 1 – 0                                                                 | Egitto                                                                | Qual. Coppa d'Africa 2012                                             | -                                                                     | 46’                                                                   |
| 11-1-2011                                                             | Ismailia                                                              | Egitto                                                                | 3 – 0                                                                 | Burundi                                                               | Amichevole                                                            | -                                                                     | 46’                                                                   |
| 14-1-2011                                                             | Il Cairo                                                              | Egitto                                                                | 5 – 1                                                                 | Kenya                                                                 | Amichevole                                                            | -                                                                     | 58’                                                                   |
| 17-1-2011                                                             | Il Cairo                                                              | Egitto                                                                | 3 – 1                                                                 | Uganda                                                                | Amichevole                                                            | -                                                                     | 52’                                                                   |
| 26-3-2011                                                             | Johannesburg                                                          | Sudafrica                                                             | 1 – 0                                                                 | Egitto                                                                | Qual. Coppa d'Africa 2012                                             | -                                                                     |                                                                       |
| 5-6-2011                                                              | Il Cairo                                                              | Egitto                                                                | 0 – 0                                                                 | Sudafrica                                                             | Qual. Coppa d'Africa 2012                                             | -                                                                     |                                                                       |
| 14-11-2011                                                            | Doha                                                                  | Brasile                                                               | 2 – 0                                                                 | Egitto                                                                | Amichevole                                                            | -                                                                     | 46’                                                                   |
| 29-3-2012                                                             | Omdurman                                                              | Egitto                                                                | 2 – 1                                                                 | Uganda                                                                | Amichevole                                                            | -                                                                     |                                                                       |
| 12-4-2012                                                             | Dubai                                                                 | Egitto                                                                | 3 – 2                                                                 | Nigeria                                                               | Amichevole                                                            | -                                                                     |                                                                       |
| 17-4-2012                                                             | Dubai                                                                 | Iraq                                                                  | 0 – 0                                                                 | Egitto                                                                | Amichevole                                                            | -                                                                     | 23’                                                                   |
| 20-5-2012                                                             | Omdurman                                                              | Egitto                                                                | 2 – 1                                                                 | Camerun                                                               | Amichevole                                                            | -                                                                     | 46’ 71’                                                               |
| 22-5-2012                                                             | Omdurman                                                              | Egitto                                                                | 3 – 0                                                                 | Togo                                                                  | Amichevole                                                            | -                                                                     | 64’                                                                   |
| 10-6-2012                                                             | Conakry                                                               | Guinea                                                                | 2 – 3                                                                 | Egitto                                                                | Qual. Mondiali 2014                                                   | -                                                                     | 85’                                                                   |
| 15-6-2012                                                             | Alessandria d'Egitto                                                  | Egitto                                                                | 2 – 3                                                                 | Rep. Centrafricana                                                    | Qual. Coppa d'Africa 2013                                             | -                                                                     | 79’                                                                   |
| 30-6-2012                                                             | Bangui                                                                | Rep. Centrafricana                                                    | 1 – 1                                                                 | Egitto                                                                | Qual. Coppa d'Africa 2013                                             | -                                                                     |                                                                       |
| 12-10-2012                                                            | Dubai                                                                 | Egitto                                                                | 3 – 0                                                                 | Rep. del Congo                                                        | Amichevole                                                            | -                                                                     | 46’                                                                   |
| 14-8-2013                                                             | El Gouna                                                              | Egitto                                                                | 3 – 0                                                                 | Uganda                                                                | Amichevole                                                            | -                                                                     |                                                                       |
| 10-9-2013                                                             | El Gouna                                                              | Egitto                                                                | 4 – 2                                                                 | Guinea                                                                | Qual. Mondiali 2014                                                   | 1                                                                     | Cap.                                                                  |
| 15-10-2013                                                            | Kumasi                                                                | Ghana                                                                 | 6 – 1                                                                 | Egitto                                                                | Qual. Mondiali 2014                                                   | -                                                                     | 36’                                                                   |
| 14-11-2013                                                            | Il Cairo                                                              | Egitto                                                                | 2 – 0                                                                 | Zambia                                                                | Amichevole                                                            | -                                                                     |                                                                       |
| 19-11-2013                                                            | Il Cairo                                                              | Egitto                                                                | 2 – 1                                                                 | Ghana                                                                 | Qual. Mondiali 2014                                                   | -                                                                     | Cap.                                                                  |
| 5-3-2014                                                              | Innsbruck                                                             | Bosnia ed Erzegovina                                                  | 0 – 2                                                                 | Egitto                                                                | Amichevole                                                            | -                                                                     | Cap.                                                                  |
| 30-5-2014                                                             | Santiago del Cile                                                     | Cile                                                                  | 3 – 2                                                                 | Egitto                                                                | Amichevole                                                            | -                                                                     | 35’ 46’                                                               |
| 4-6-2014                                                              | Londra                                                                | Giamaica                                                              | 2 – 2                                                                 | Egitto                                                                | Amichevole                                                            | -                                                                     | Cap.                                                                  |
| 30-8-2014                                                             | Assuan                                                                | Egitto                                                                | 1 – 0                                                                 | Kenya                                                                 | Amichevole                                                            | -                                                                     | 63’                                                                   |
| 5-9-2014                                                              | Dakar                                                                 | Senegal                                                               | 2 – 0                                                                 | Egitto                                                                | Qual. Coppa d'Africa 2015                                             | -                                                                     | 46’                                                                   |
| 10-9-2014                                                             | Il Cairo                                                              | Egitto                                                                | 0 – 1                                                                 | Tunisia                                                               | Qual. Coppa d'Africa 2015                                             | -                                                                     | Cap. 37’                                                              |
| 19-11-2014                                                            | Monastir                                                              | Tunisia                                                               | 2 – 1                                                                 | Egitto                                                                | Qual. Coppa d'Africa 2015                                             | -                                                                     | 64’                                                                   |
| 26-3-2015                                                             | Il Cairo                                                              | Egitto                                                                | 2 – 0                                                                 | Guinea Equatoriale                                                    | Amichevole                                                            | -                                                                     | 62’                                                                   |
| 14-11-2015                                                            | N'Djamena                                                             | Ciad                                                                  | 1 – 0                                                                 | Egitto                                                                | Qual. Mondiali 2018                                                   | -                                                                     | 76’                                                                   |
| 17-11-2015                                                            | Alessandria d'Egitto                                                  | Egitto                                                                | 4 – 0                                                                 | Ciad                                                                  | Qual. Mondiali 2018                                                   | -                                                                     | Cap.                                                                  |
| 27-1-2016                                                             | Aswan                                                                 | Egitto                                                                | 0 – 1                                                                 | Giordania                                                             | Amichevole                                                            | -                                                                     | Cap.                                                                  |
| 27-2-2016                                                             | Alessandria d'Egitto                                                  | Egitto                                                                | 2 – 0                                                                 | Burkina Faso                                                          | Amichevole                                                            | -                                                                     | Cap. 46’                                                              |
| 25-3-2016                                                             | Kaduna                                                                | Nigeria                                                               | 1 – 1                                                                 | Egitto                                                                | Qual. Coppa d'Africa 2017                                             | -                                                                     | 70’                                                                   |
| 29-3-2016                                                             | Alessandria d'Egitto                                                  | Egitto                                                                | 1 – 0                                                                 | Nigeria                                                               | Qual. Coppa d'Africa 2017                                             | -                                                                     | 76’                                                                   |
| Totale                                                                |                                                                       | Presenze                                                              | 72                                                                    |                                                                       | Reti                                                                  | 4                                                                     |                                                                       |

## Palmarès

### Club

#### Competizioni nazionali
- Campionato egiziano: 5

Al-Ahly: 1999-2000, 2010-2011, 2015-2016, 2016-2017, 2017-2018
- Coppa d'Egitto: 3

Al-Ahly: 2001, 2003, 2017
- Supercoppa d'Egitto: 4

Al-Ahly: 2010, 2012, 2014, 2015

#### Competizioni internazionali
- CAF Champions League: 2

Al-Ahly: 2001, 2012
- Supercoppa CAF: 2

Al-Ahly: 2002, 2013
- Coppa della Confederazione CAF: 1

Al-Ahly: 2014

### Nazionale
Coppa d'Africa: 1 
Egitto: 2010